# Seznam operet
Seznam názvů operet podle abecedy.

## B
- Bajadéra – Emmerich Kálmán – 1921
- Balkánská láska – Rudolf Kattnigg – 1937
- Bál v Gyergyó – Jenő Huszka – 1941
- Bandité – Franz von Suppé – 1867
- Bandité – Jacques Offenbach – 1869
- Baronesa Sarah – Leo Ascher – 1920
- Baronka Lili – Jenő Huszka – 1919
- Baron Rébus – Jenő Huszka – 1907
- Baron Větroplach z Nemanic – Edmund Eysler – 1908
- Bel Ami – Rudolf Kattnigg – 1948
- Bílá orchidej – Jára Beneš – 1943
- Bílý akát – Isaak Osipovič Dunajevskij – 1929
- Bílý orel – Rudolf Friml – 1927
- Bitter Sweet – Noël Coward – 1929
- Bláhová panna – Oscar Straus – 1923
- Boccaccio – Franz von Suppé – 1879
- Bohyně rozumu – Johann Strauss mladší – 1897
- Božena – Oscar Straus – 1952
- Božský manžel – Franz Lehár – 1904
- Brána do nebe – Josef Stelibský – 1937
- Bratr Straubinger – Edmund Eysler – 1903
- Bratránek z Batávie – Eduard Künneke – 1921
- Bratříčku můj – Leo Fall – 1909
- Bravo Peggy – Leo Ascher – 1932
- Bůh odplaty – Leo Ascher – 1905

Nahoru

## C
- C. a k. polní maršálek – Jára Beneš – 1931
- Cagliostro – Johann Strauss mladší – 1875
- Candide – Leonard Bernstein – 1956
- Carevič – Franz Lehár – 1927
- Casanova – Paul Lincke – 1913
- Casanova ve Švýcarsku – Paul Burkhard – 1943
- Cikánská láska – Franz Lehár – 1910
- Cikánský baron – Johann Strauss mladší – 1885
- Cikánský primáš – Emmerich Kálmán – 1912
- Cirkusová princezna – Emmerich Kálmán – 1926
- Císařovna (Knížecí láska) – Leo Fall – 1915
- Císařovna Josefína – Emmerich Kálmán – 1936
- Clivia – Nico Dostal – 1933
- Clo-clo – Franz Lehár – 1924
- Cudná Barbora – Oskar Nedbal – 1910
- Cudná Zuzana – Jean Gilbert – 1910
- Cudný Ambrož – Leo Fall – 1921

Nahoru

## Č
- Čajový květ – Alexandre Charles Lecocq – 1868
- Čardášová princezna – Emmerich Kálmán – 1915
- Černá růže – Walter Wilhelm Goetze – 1922
- Červený mlýn – Victor August Herbert – 1906
- Čokoládový hrdina – Oscar Straus – 1908

Nahoru

## D
- Dafnis a Chloe – Jacques Offenbach – 1860
- Ďábelský jezdec – Emmerich Kálmán – 1932
- Dcera madam Angotové – Alexandre Charles Lecocq – 1872
- Děti manéže – Josef Stelibský – 1943
- Děti manévrů – Carl Michael Ziehrer – 1912
- Děti v Zemi hraček – Victor August Herbert – 1903
- Děvčata v modrém – Jára Beneš – 1944
- Děvče pro všechno – Heinrich Reinhardt – 1908
- Děvče s loutkou – Leo Fall – 1910
- Děvče z hor – Harold Fraser-Simson – 1916
- Děvče ze Schwarzwaldu – Léon Jessel – 1917
- Didi – Oscar Straus – 1908
- Dítě cirku – Edmund Eysler – 1911
- Dívčí škola – Franz von Suppé – 1860
- Dívka na plakátě – Josef Stelibský – 1943
- Divoká růže – Rudolf Friml – 1926
- Dobrý kamarád – Emmerich Kálmán – 1910
- Dokotor Ox – Jacques Offenbach – 1877
- Dolarová princezna – Leo Fall – 1907
- Don César – Rudolf Dellinger – 1885
- Doňa Juana – Franz von Suppé – 1880
- Donna Gloria – Oskar Nedbal – 1925
- Dráteníček – Franz Lehár – 1902
- Dubarry – Carl Millöcker – 1879
- Dům U tří děvčátek – Heinrich Berté – 1916 (s hudbou Franze Schuberta)
- Dva husaři – Léon Jessel – 1913
- Dvorní ples v Schönbrunnu – August Pepöck – 1937

Nahoru

## E
- Erivan – Oskar Nedbal – 1918
- Eva – Franz Lehár – 1911
- Evelyne – Bruno Granichstaedten – 1928

Nahoru

## F
- Fatinitza – Franz von Suppé – 1876
- Fešák kocour, zvaný Sklíčko – Paul Burkhard – 1956
- Fialky z Montmartru – Emmerich Kálmán – 1930
- Figarovo mládí – Ruggiero Leoncavallo – 1906
- Fortuniova píseň  – Jacques Offenbach – 1861
- Frasquita – Franz Lehár – 1922
- Friderika – Franz Lehár – 1928

Nahoru

## G
- Gaskoněc – Franz von Suppé – 1881
- Gasparone – Carl Millöcker – 1884
- Generální konzul – Heinrich Reinhardt – 1904
- Giuditta – Franz Lehár – 1934
- Giroflé-Girofla – Alexandre Charles Lecocq – 1874
- Goffredo Mameli – Ruggiero Leoncavallo – 1916
- Grand hotel Riviera – Josef Stelibský – 1941
- Grisetina láska – Heinrich Reinhardt – 1928
- Gül Baba – Jenő Huszka – 1905

Nahoru

## H
- Hloupé srdce – Carl Michael Ziehrer – 1914
- Holandská ženuška – Emmerich Kálmán – 1920
- Hospoda na Mýtince – Jára Cimrman, Ladislav Smoljak, Zdeněk Svěrák – 1969
- Hopsa – Paul Burkhard – 1935
- Honba za štěstím – Franz von Suppé – 1888
- Hraběnka Marica – Emmerich Kálmán – 1924
- Hrabě Luxemburg – Franz Lehár – 1909
- Hrabě Rinaldo – Albert Szirmai – 1918
- Hra na slepou bábu – Johann Strauss mladší – 1878
- Husařští tanečníci – Albert Szirmai – 1909
- Hugdietrichova svatební cesta – Oscar Straus – 1906
- Hvězdář – Franz Lehár – 1916
- Hvězdy nad Prahou – Josef Stelibský – 1943

Nahoru

## I
- Ideální manželka – Franz Lehár – 1913
- Indigo a čtyřicet loupežníků – Johann Strauss mladší – 1871

Nahoru

## J
- Jabuka – Johann Strauss mladší – 1894
- Jadwiga – Rudolf Dellinger – 1901
- Jaro – Franz Lehár – 1922
- Jaro na Rýnu – Edmund Eysler – 1914
- Jeden den v ráji – Edmund Eysler – 1913
- Její výsost tančí valčík – Leo Ascher – 1912
- Její výsost, tanečnice – Walter Wilhelm Goetze – 1919
- Julie – Paul Abraham – 1937

Nahoru

## K
- Karneval na Rio Grande – Gejza Dusík – 1961
- Karneval v Římě – Johann Strauss mladší – 1873
- Katinka – Rudolf Friml – 1915
- Kapitán Fracasse – Rudolf Dellinger – 1889
- Kde skřivánek zpívá – Franz Lehár – 1918
- Když dva se milují – Edmund Eysler – 1915
- Když rozkvete máj – Gejza Dusík – 1938
- Kleopatřiny perly – Oscar Straus – 1923
- Kluk nebo holka – Bruno Granichstaedten – 1908
- Kněžna Ninetta – Johann Strauss mladší – 1893
- Knickebockers – Reginald de Koven – 1893
- Knížecí dítě – Franz Lehár – 1909
- Kníže Kazimír – Carl Michael Ziehrer – 1913
- Konečně sami – Franz Lehár – 1914
- Kouzelná Lola – Eduard Künneke – 1937
- Kouzlo lásky – Oscar Straus – 1916
- Král tuláků – Rudolf Friml – 1925
- Královna – Oscar Straus – 1926
- Královna tanga – Franz Lehár – 1921
- Královnin krajkový kapesník – Johann Strauss mladší – 1880
- Královnin kurýr – Nico Dostal – 1950
- Královnin náhrdelník – Edmund Nick – 1948
- Králův host – Heinrich Reinhardt – 1916
- Krásná Galatea – Franz von Suppé – 1865
- Krásná Helena – Jacques Offenbach – 1864
- Krásná neznámá – Oscar Straus – 1915
- Krásná Risetta – Leo Fall – 1910
- Krásná Saskia – Oskar Nedbal – 1917
- Krásný je svět – Franz Lehár – 1931
- Květina Havaje – Paul Abraham – 1931

Nahoru

## L
- La Barberina – Leo Ascher – 1928
- Lady Hamiltonová – Eduard Künneke – 1926
- La Perichole – Jacques Offenbach – 1868
- Láska víly – Jenő Huszka – 1907
- Láska v mansardě – Petar Stojanovič – 1917
- Lehká kavalérie – Franz von Suppé – 1866
- Loreley – Paul Lincke – 1900
- Lorraine – Rudolf Dellinger – 1886
- Loutka – Edmond Audran – 1896
- Luana – Rudolf Friml – 1930
- Lysistrata – Paul Lincke – 1902

Nahoru

## M
- Madame Pompadour – Leo Fall – 1922
- Maďarská svatba – Nico Dostal – 1939
- Madeleine – Victor August Herbert – 1914
- Mademoiselle Modiste – Victor August Herbert – 1905
- Mágnáš Miško – Albert Szirmai – 1916
- Májový čas – Walter Kollo – 1913
- Malá přítelkyně – Oscar Straus – 1911
- Malý Faust – Florimond Hervé – 1869
- Malý král – Emmerich Kálmán – 1912
- Mamsell' Napoleon – Oskar Nedbal – 1919
- Mamzelle Nitouche – Florimond Hervé – 1883
- Mandarin – Reginald de Koven – 1896
- Manina – Nico Dostal – 1942
- Manželství ze žertu – Franz Lehár – 1904
- Márinka – Emmerich Kálmán – 1945
- Marion – Reginald de Koven – 1902
- Mařinka vonná – Johann Strauss mladší – 1895
- Maskotka – Edmond Audran – 1890
- Masopustní víla – Emmerich Kálmán – 1917
- Medovník – Albert Szirmai – 1923
- Mikádo – Arthur Sullivan – 1884
- Ministerská předsedkyně – Leo Fall – 1920
- Miss Exzentrik – Heinrich Reinhardt – 1910
- Mitislav Moderní – Franz Lehár – 1907
- Milý poklad – Heinrich Reinhardt – 1902
- Mládí v máji – Leo Fall – 1926
- Modrá maska – Fred Raymond – 1937
- Modrá růže – Gejza Dusík – 1939
- Modrý dům – Emmerich Kálmán – 1912
- Modrý mazur – Franz Lehár – 1922
- Moje sestra a já – Ralph Benatzky – 1930
- Monika – Nico Dostal – 1937
- Muž se třemi ženami – Franz Lehár – 1908
- Můj mladý pán – Oscar Straus – 1910

Nahoru

## N
- Naddůlní – Carl Zeller – 1894
- Nadporučice Mária – Jenő Huszka – 1942
- Nachtfalter – Oscar Straus – 1917
- Nad vším zvítězí láska – Edmund Nick – 1940
- Na rynečku před sto lety – Leo Fall – 1913
- Námluvy – Léon Jessel – 1894
- Náš Gustýnek – Leo Fall – 1912
- Na příkaz císařovny – Bruno Granichstaedten – 1915
- Napoleon a ženy – Heinrich Reinhardt – 1911
- Na tý louce zelený – Jára Beneš – 1935
- Nebesky modrý čas – Oscar Straus – 1914
- Nejstatečnější husar – Viktor Jacobi – 1905
- Netopýr – Johann Strauss mladší – 1874
- Nezbedná Marietta – Victor August Herbert – 1910
- Noc v Benátkách – Johann Strauss mladší – 1883
- Noční královna – Walter Kollo – 1921
- Noční rychlík – Leo Fall – 1913
- Nový měsíc – Sigmund Romberg – 1928

Nahoru

## O
- Odhadce – Carl Michael Ziehrer – 1904
- Ohňostroj – Paul Burkhard – 1950
- Okouzlující slečna – Ralph Benatzky – 1933
- Olivettina svatba – Edmond Audran – 1879
- Orfeus v podsvětí – Jacques Offenbach – 1858
- Orlow – Bruno Granichstaedten – 1925
- Ostrov milování – Josef Stelibský – 1942
- Ostrov žen – Carl Millöcker – 1868
- Osudný manévr – Rudolf Piskáček – 1912
- Osudný valčík – Gejza Dusík – 1942

Nahoru

## P
- Paganini – Franz Lehár – 1925
- Paní Luna – Paul Lincke – 1899
- Panna Pusy – Jára Beneš – 1937
- Pařížanka – Jára Beneš – 1933
- Pařížanka – Paul Burkhard – 1946
- Pařížský život – Jacques Offenbach – 1866
- Pěkná paní Juhásová – Jenő Huszka – 1955
- Pěkní duchové – Carl Michael Ziehrer – 1905
- Perly panny Serafinky – Rudolf Piskáček – 1929
- Petr a Pavel putují do země mléka a strdí – Franz Lehár – 1906
- Piková dáma – Franz von Suppé – 1864
- Píseň pouště – Sigmund Romberg – 1926
- Ples u Dvora – Carl Michael Ziehrer – 1911
- Ples v opeře – Richard Heuberger – 1898
- Plesová noc – Oscar Straus – 1918
- Podej štěstí ruku – Josef Stelibský – 1936
- Podzimní manévry (Tatarská pohroma) – Emmerich Kálmán – 1908
- Polská krev – Oskar Nedbal – 1913
- Poslední valčík – Oscar Straus – 1920
- Pouliční zpěvačka – Leo Fall – 1921
- Praho, na shledanou – Josef Stelibský – 1948
- Primadona – Walter Wilhelm Goetze – 1950
- Princezna Gretl – Heinrich Reinhardt – 1914
- Princezna Ida – Arthur Sullivan – 1883
- Princezna z Kanárských ostrovů – Alexandre Charles Lecocq – 1883
- Princezna z Tragantu – Oscar Straus – 1912
- Princ Metuzalém – Johann Strauss mladší – 1877
- Průvodce – Carl Michael Ziehrer – 1902
- První dáma – Heinrich Reinhardt – 1915
- První polibek – Ruggiero Leoncavallo – 1923
- Příběh lásky – Jára Beneš – 1921
- Ptáčník – Carl Zeller – 1891

Nahoru

## R
- Rapsodie lásky – Nico Dostal – 1963
- Rebel – Leo Fall – 1905
- Robin Hood – Reginald de Koven – 1890
- Rob Roy – Reginald de Koven – 1891
- Rose Mary – Rudolf Friml – 1924
- Rosenstock a Edelweiss – Franz Lehár – 1912
- Rozvedená paní – Leo Fall – 1908
- Ruleta srdce – Igo Hofstetter – 1964
- Růže z Argentiny – Jára Beneš – 1940
- Růže z Floridy – Leo Fall – 1929
- Růže ze Saint-Flour – Jacques Offenbach – 1856
- Růže z Persie – Arthur Sullivan – 1899
- Růžové pondělí v Benátkách aneb Doňa Miranda – Rudolf Kattnigg – 1953

Nahoru

## S
- Saint-Cyr – Rudolf Dellinger – 1891
- Sedlácký generál – Oscar Straus – 1931
- Sedlák filuta – Leo Fall – 1907
- Sen valčíku – Oscar Straus – 1907
- Siamská dvojčata – Heinrich Reinhardt – 1909
- Simplicius – Johann Strauss mladší – 1887
- Siréna – Leo Fall – 1911
- Sissi – Fritz Kreisler – 1932
- Skvělé děvče – Carl Michael Ziehrer – 1907
- Sladké děvče – Heinrich Reinhardt – 1901
- Sladké grisety – Heinrich Reinhardt – 1907
- Sladký kavalír – Leo Fall – 1923
- Slavík – Hans Schanzara – 1947
- Slovácká princezka – Rudolf Piskáček – 1918
- Smějící se manžel – Edmund Eysler – 1913
- Sněhová královna – Paul Burkhard – 1962
- Sklepmistr – Carl Zeller – 1901
- Srdcová dáma – Oscar Straus – 1929
- Stambulská růže – Leo Fall – 1916
- Statečný Kasián – Oscar Straus – 1912
- Studentská svatba – Heinrich Reinhardt – 1910
- Studentský princ – Sigmund Romberg – 1924
- Sufražetky – Leo Fall – 1914
- Svatba s Erikou – Eduard Künneke – 1949
- Svatba v Hollywoodu – Oscar Straus – 1928
- Svatba v Samarkandu – Eduard Künneke – 1938
- Svatební cesta – Reginald de Koven – 1911
- Svoboda a láska – Jenő Huszka – 1955
- Syn bohů – Franz Lehár – 1904
- Szibill – Viktor Jacobi – 1914

Nahoru

## Š
- Šansonetka – Rudolf Dellinger – 1894
- Španělský slavíček – Leo Fall – 1920
- Šťastná dívka – Robert Stolz – 1910

Nahoru

## T
- Ta nebo žádná – Edmund Eysler – 1915
- Tančící maska – Ralph Benatzky – 1918
- Thespis – Arthur Sullivan – 1871
- Tic-tak – Paul Burkhard – 1942
- Tisíc metrů lásky – Gejza Dusík – 1935
- To by byla láska – Gejza Dusík – 1971
- Trebizondská princezna – Jacques Offenbach – 1869
- Trh s děvčaty – Viktor Jacobi – 1911
- Trubač štěstí – Heinrich Reinhardt – 1922
- Třikrát Geroges – Paul Burkhard – 1936
- Tři mušketýři – Rudolf Friml – 1928
- Tři přání – Carl Michael Ziehrer – 1901
- Tři valčíky – Oscar Straus – 1935
- Tuláci – Carl Michael Ziehrer – 1899
- Tulák – Rudolf Piskáček – 1929
- Turecký tabák – Gejza Dusík – 1941
- Tvrdohlavá princezna – Viktor Jacobi – 1904
- Tygr – Petar Stojanovič – 1905

Nahoru

## U
- U bílého koníčka – Ralph Benatzky – 1930
- Údolí lásky – Oscar Straus – 1910
- U Indické vdovy – Oscar Straus – 1905
- Ubohý Jonatán – Carl Millöcker – 1890
- Uličnice – Jára Beneš – 1936
- Umělý člověk – Leo Fall – 1915
- U svatého Antoníčka – Jára Beneš – 1932

Nahoru

## V
- Valčík lásky – Carl Michael Ziehrer – 1908
- Valčík lásky – Bruno Granichstaedten – 1918
- Valčík na rozloučenou – Ludwig Schmidseder – 1949
- Válka v míru – Heinrich Reinhardt – 1906
- Veličenstvo dává prosit! – Walter Kollo – 1930
- Velkovévoda – Arthur Sullivan – 1895
- Velkovévodkyně z Gerolsteinu – Jacques Offenbach – 1867
- Velký Mogul – Edmond Audran – 1867
- Venuše v zeleni – Oscar Straus – 1911
- Veselá vdova – Franz Lehár – 1905
- Veselá vojna – Johann Strauss mladší – 1881
- Veselí Nibelungové – Oscar Straus – 1904
- Vesničtí muzikanti – Oscar Straus – 1919
- Vévodkyně z Chicaga – Emmerich Kálmán – 1928
- Viceadmirál – Carl Millöcker – 1886
- Vídeňská krev – Johann Strauss mladší – 1899
- Vídeňské ženy – Franz Lehár – 1902
- Vídeňské děti – Carl Michael Ziehrer – 1881
- Viktorie a její husar – Paul Abraham – 1930
- Vinobraní – Oskar Nedbal – 1916
- Vřídelní víla – Heinrich Reinhardt – 1909

Nahoru

## Z
- Za hvězdou lásky – Oscar Straus – 1914
- Zaječí pacička – Jára Beneš – 1943
- Za naší salaší – Jára Beneš – 1938
- Zásnuby při světle lampy – Jacques Offenbach – 1857
- Země úsměvů – Franz Lehár – 1929
- Zlatá mistrová – Edmund Eysler – 1927
- Zlatá rybka – Gejza Dusík – 1953
- Zlato jsem dal za železo – Emmerich Kálmán – 1914
- Zlatý květ – Jenő Huszka – 1903
- Zlatý mlýn – Léon Jessel – 1936
- Zlatý motýl – Reginald de Koven – 1908
- Z pekla štěstí – Jára Beneš – 1934

Nahoru

## Ž
- Žádný muž a tolik děvčat – Franz von Suppé – 1862
- Žebravý student – Carl Millöcker – 1882
- Žlutá kazajka – Franz Lehár – 1923

Nahoru